# Fitografía
Fitografía es un álbum recopilatorio de la banda española Fito & Fitipaldis, lanzado el 10 de marzo de 2017. Este disco celebra los 20 años de carrera de la banda, liderada por Fito Cabrales, y recoge una selección de sus temas más emblemáticos, así como versiones en directo y colaboraciones especiales.

## Contexto
Fito & Fitipaldis, formados en 1998 tras la separación de Platero y Tú, han sido una de las bandas más influyentes del rock español contemporáneo. Su estilo fusiona rock, blues, soul y swing, destacando por letras introspectivas y melodías pegadizas. Con motivo de sus dos décadas en la música, la banda decidió lanzar "Fitografía", un repaso a su trayectoria.

## Detalles del Lanzamiento
"Fitografía" se lanzó el 10 de noviembre de 2017 para conmemorar los 20 años de trayectoria de Fito & Fitipaldis. Este recopilatorio es una edición especial que incluye:
- 3 CD's:
  - CD 1 y CD 2: Una selección de los éxitos más representativos de la banda, elegidos personalmente por Fito Cabrales.
  - CD 3: Colaboraciones con diversos artistas y amigos que han acompañado a Fito a lo largo de su carrera.
- 2 DVD's:
  - Todos los videoclips oficiales de la banda.
  - Imágenes en directo, momentos inéditos y un documental que recorre la trayectoria de Fito & Fitipaldis.
- Libro de 88 páginas: Contiene fotografías inéditas y textos de músicos amigos y periodistas que rinden homenaje a Fito. Entre los colaboradores se encuentran Carlos Tarque, Quique González, El Drogas, Kutxi Romero, Dani Martín, Andrés Calamaro y Ovidi de Los Zigarros.
- 8 posavasos: Con las portadas de los discos de la banda.

## Lista de canciones
- CD 1:

1. Entre dos mares (versión de Platero y tú)
2. Por la boca vive el pez
3. Me equivocaría otra vez
4. Viene y va
5. Donde todo empieza
6. Deltoya (versión de Extremoduro)
7. Acabo de llegar
8. Medalla de cartón
9. Antes de que cuente diez
10. Me acordé de ti
11. Tarde o temprano
12. Todo a cien
13. Entre la espada y la pared
14. Lo que sobra de mi
15. Pájaros disecados
16. Garabatos
17. Nos ocupamos del mar

- CD 2:

1. Rojitas las orejas
2. Trozos de cristal
3. Mirando al cielo
4. Ojos de serpiente
5. Al mar
6. Para toda la vida
7. A la luna se le ve el ombligo
8. La casa por el tejado
9. Un buen castigo
10. Soldadito marinero
11. Feo
12. Siempre estoy soñando
13. Whisky barato
14. Los huesos de los besos
15. Cerca de las vías

- CD 3:

1. Baile de ilusiones (con Ariel Rot)
2. Tipo normal (con Candy Caramelo)
3. Pan duro (con Marea)
4. Callejón sin salida (Tributo a Barricada)
5. La negra flor (Tributo a Radio Futura)
6. La fiesta (con Amparanoia)
7. Me quedo aquí (con Fetén Fetén)
8. Sixteen con (Leiva y Carlos Tarque)
9. Puerto presente (con Macaco)
10. Sueños de papel (con La Fuga)
11. Mis amigos (con Flying Rebollos)
12. Luché contra la ley (con Loquillo y Trogloditas)
13. Urepel (con Gatibu)
14. En nombre de la vida (con Pedro Guerra y Amparanoia)
15. Mi trozo de cielo (con Rosana)
16. Si el cielo está gris (con Extrechinato y Tú)
17. A los ojos (con Andrés Calamaro)
18. Carolina (con M Clan)
19. Nada sin ti (con El Drogas)
20. Flojos de pantalón (con Rosendo)
21. Quiero beber hasta perder el control (con Los Secretos)

## Gira "20 Años, 20 Ciudades"
Para celebrar sus dos décadas de música, Fito & Fitipaldis realizaron la gira "20 Años, 20 Ciudades" durante 2018. La gira comenzó el 10 de marzo de 2018 en el Palacio de Deportes de Santander y continuó hasta junio del mismo año, visitando 19 ciudades españolas y una de Londres. En cada concierto, Fito invitó a diferentes artistas y amigos a compartir el escenario, ofreciendo actuaciones únicas y memorables. El artista Muchachito fue el encargado de abrir los conciertos al estilo de hombre orquesta, aportando su energía y carisma al inicio de cada noche.

## Créditos
- Voz y guitarra: Fito Cabrales
- Guitarra: Carlos Raya
- Bajo: Alejandro Climent
- Batería: Daniel Griffin
- Teclados: Joserra Senperena

## Reconocimientos

### Certificaciones
| País   | Organismo certificador | Certificación | Ref.  |
| ------ | ---------------------- | ------------- | ----- |
| España | PROMUSICAE             | 1× Platino    | [ 8 ] |

### Lista semanales
| Lista               | Mejor Posición | Nº semanas en listas | Ref.  |
| ------------------- | -------------- | -------------------- | ----- |
| España (PROMUSICAE) | 2              | 105                  | [ 9 ] |

### Lista anuales
| Lista               | Posición | Ref.   |
| ------------------- | -------- | ------ |
| España (PROMUSICAE) | 14       | [ 10 ] |